# Relations entre la France et le Koweït
Les relations entre la France et le Koweït désignent les relations internationales s'exerçant entre la République française, d'une part, et l’État du Koweït de l'autre. 

## Historique
En 1778, un émissaire français envoyé aux Indes est capturé aux alentours de Bassorah et relâché au Koweït, où il se place sous la protection de la famille régnante. Il s'agit du premier contact entre les deux peuples. Avec l'ouverture progressive du Koweït, les relations commerciales s'intensifient. Le Koweït est un point de passage obligé entre les Indes, l'empire ottoman et l'Europe. Le Koweït fait fortune dans le commerce des perles, qui sont revendues par des bijoutiers français sur les Champs-Élysées ; la presse française est lue au Koweït. 
Le Koweït relève ensuite de la sphère d'influence britannique. Le Royaume-Uni y découvre du pétrole. 
La France reconnaît l'indépendance du Koweït deux mois après sa proclamation, en 1961. Le Koweït devient rapidement un important fournisseur de pétrole. Au cours des conflits israélo-arabes, la France adopte, à partir de 1967, une position arabophile, qui permet une forte coopération et la signature de contrats dans le domaine de l'armement. 
En 1991, à la suite de l'invasion du Koweït par l'Irak, la France, aux côtés des États-Unis d'Amérique, et sous mandat de l'ONU, libère le Koweït lors de l'Opération Daguet. En 1992, la France conclut un accord de défense avec le Koweït.

## Période contemporaine

### Sur le plan économique
Le Koweït est le troisième fournisseur de la France parmi les pays du golfe, derrière l'Arabie Saoudite et les Émirats arabes unis. 
Le Koweït est en 2017 le premier acheteur d'armes à la France, avec des contrats portant sur 1,1 milliard d’euros d’achat d’armement. 

### Sur le plan géopolitique
L'accord de défense signé en 1992 a été renouvelé en 2009. Il permet à la France d'avoir une présence militaire dans le golfe et d'intervenir contre l’État Islamique. Selon les termes de l'accord, la France et le Koweït conduisent des exercices militaires conjoints et des personnels militaires koweïtiens sont formés en France.   
En 2016, la France annonce la vente de 30 hélicoptères Caracal au Koweït, pour plus d'un milliard d'euros. Le Koweït a choisi l'offre française en dépit des propositions d'Agusta et de Sikorsky. 
La France soutient l'initiative koweïtienne de médiation dans la crise qui oppose le Qatar à l'Arabie Saoudite. 

### Sur le plan culturel
Au Koweït, le français est enseigné dans les collèges publics et dans la Garde nationale. La France a inauguré un lycée français du Koweït. La langue française est perçue au Koweït comme très prestigieuse.   
La coopération est intense dans le domaine de l'archéologie. En 2016, le Centre français d'archéologie et de sciences sociales s'est installé au Koweït. 